# Ueno (Gunma)
Ueno (jap. 上野村, -mura) ist ein Dorf auf der japanischen Hauptinsel Honshū im Landkreis Tano in der Präfektur Gunma.

## Geschichte
In der Nähe des Dorfes ereignete sich 1985 ein Flugzeugunglück, bei dem 520 Menschen ums Leben kamen, unter ihnen auch der japanische Sänger und Schauspieler Kyū Sakamoto.

## Weblinks

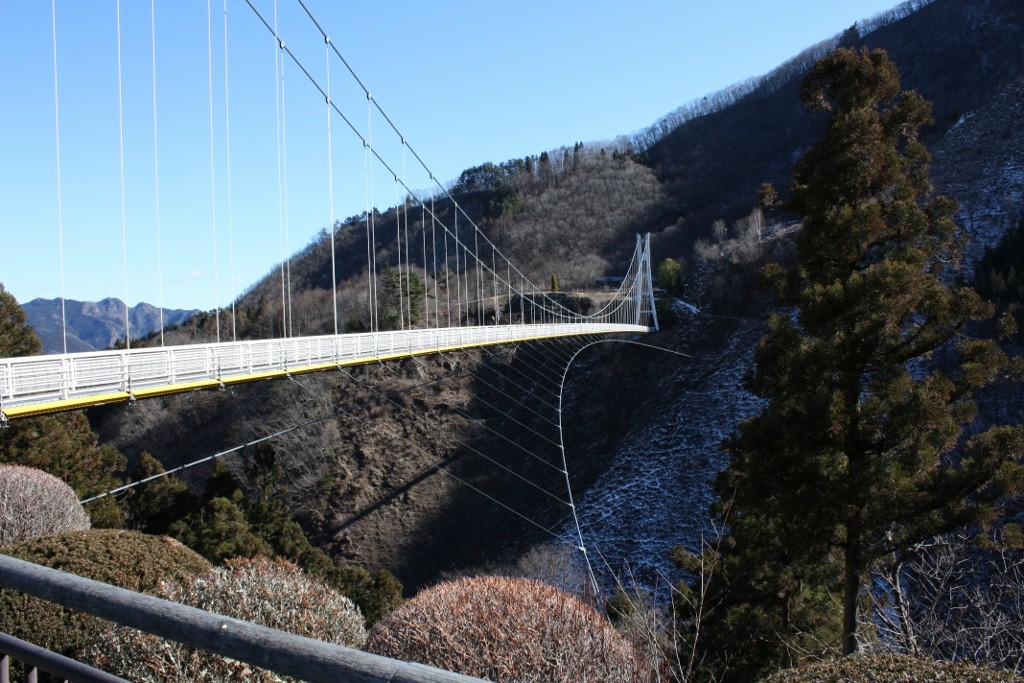
Ueno-Himmelsbrücke

## Angrenzende Städte und Gemeinden
- Präfektur Gunma
  - Kanna
  - Nammoku
- Präfektur Saitama
  - Chichibu
  - Ogano
- Präfektur Nagano
  - Sakuho
  - Kawakami
  - Minamimaki
  - Kitaaiki